# 意大利迪斯科
意大利迪斯科或伊泰洛迪斯科（英語：Italo disco，有时用连字符写成Italo-disco）是一种音乐类型，起源于20世纪70年代末的意大利，主要产生于20世纪80年代。意大利迪斯科是由当时流行的意大利国内外地下舞曲、流行音乐和电子音乐（高能量音乐、欧陆迪斯科）演变而来，发展成为一种多元化的流派。该流派使用电子鼓、鼓机、合成器，偶尔也使用声码器。它通常用英语演唱，意大利语和西班牙语的使用较少。
该流派名称的起源与ZYX唱片公司的营销工作密切相关，该公司于1982年开始在意大利以外地区授权和营销该音乐。意大利迪斯科在20世纪90年代初逐渐衰落，随后分裂成许多流派（欧陆节拍、意大利浩室、意大利舞曲）。

## 历史

### 起源：1977年—1990年
意大利迪斯科起源于20世纪70年代末的欧洲。1979年“迪斯科毁灭之夜”之后，美国人对迪斯科的兴趣急剧下降，而在欧洲，这种音乐类型仍然保持着主流流行度，并一直延续到20世纪80年代。

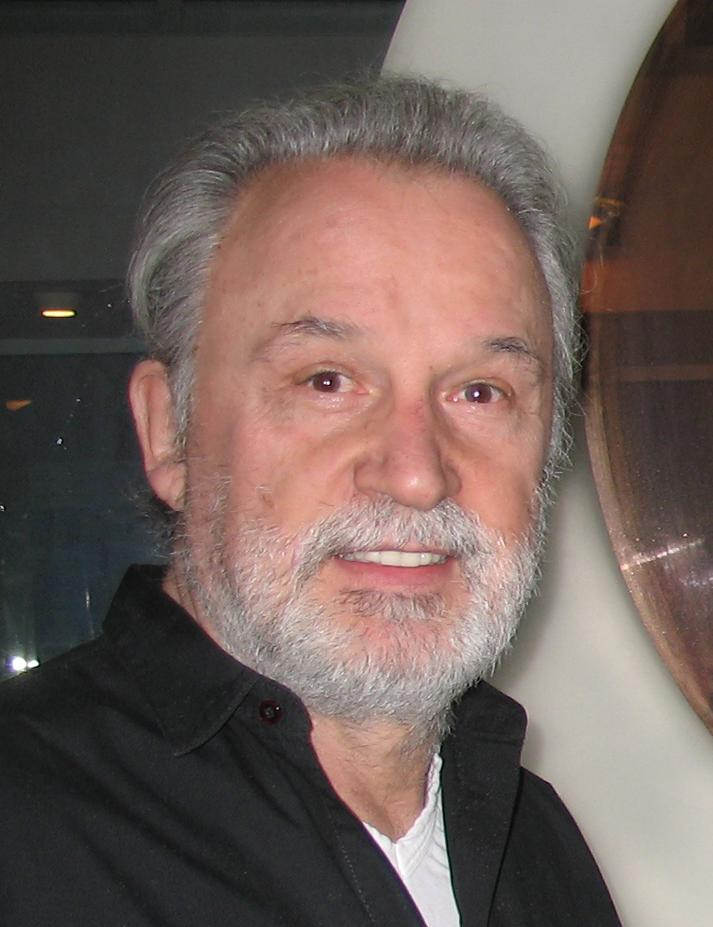
乔治·莫罗德尔，欧洲迪斯科和电子舞曲的先驱，对意大利迪斯科音乐流派影响深远。
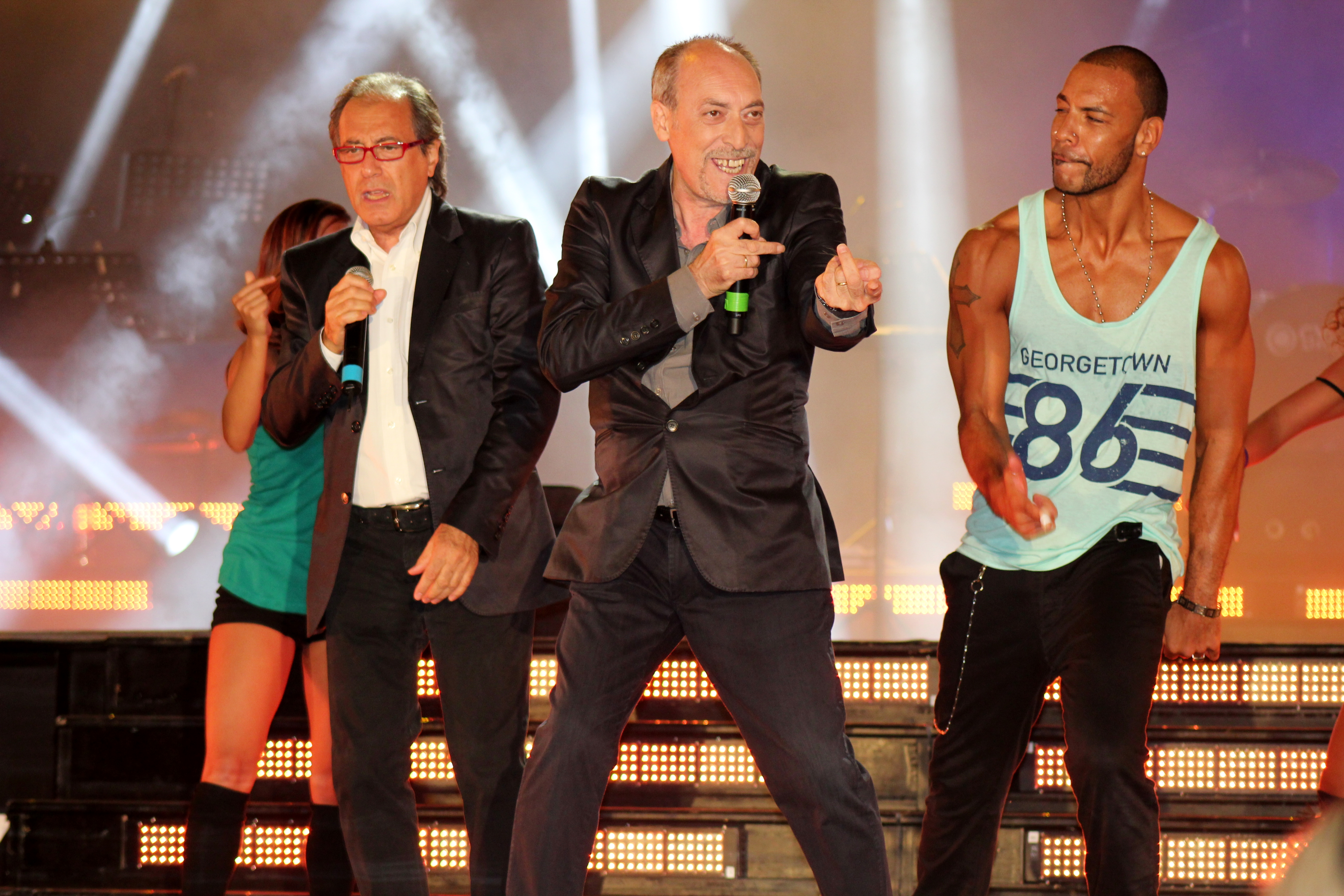
拉比翁达（英语：La Bionda），被认为是意大利迪斯科的先驱之一。
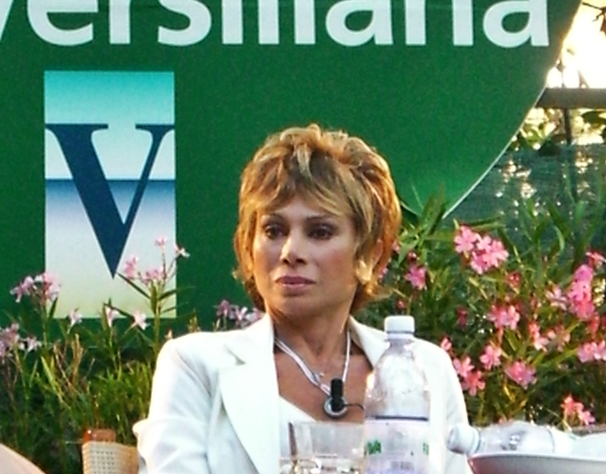
卡门·鲁索（英语：Carmen Russo）
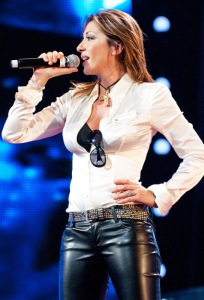
萨布丽娜·萨莱诺（英语：Sabrina Salerno）

## 相关风格与影响

### 太空迪斯科
太空迪斯科是一种使用合成器、类似太空声音和主题的舞曲。
至少有一篇关于“太空迪斯科”的现代历史将该流派的起源追溯到20世纪70年代末舞曲的标题、歌词和封面艺术中的科幻主题（外太空、机器人和未来）。人们认为，这很可能与《星球大战》（1977年中期上映）电影的流行程度相关联。随后大众文化中对科幻小说主题的兴趣激增，世界各地发布了许多以科幻为主题、听起来“未来主义”的迪斯科音乐（融合了合成器和琶音器）。

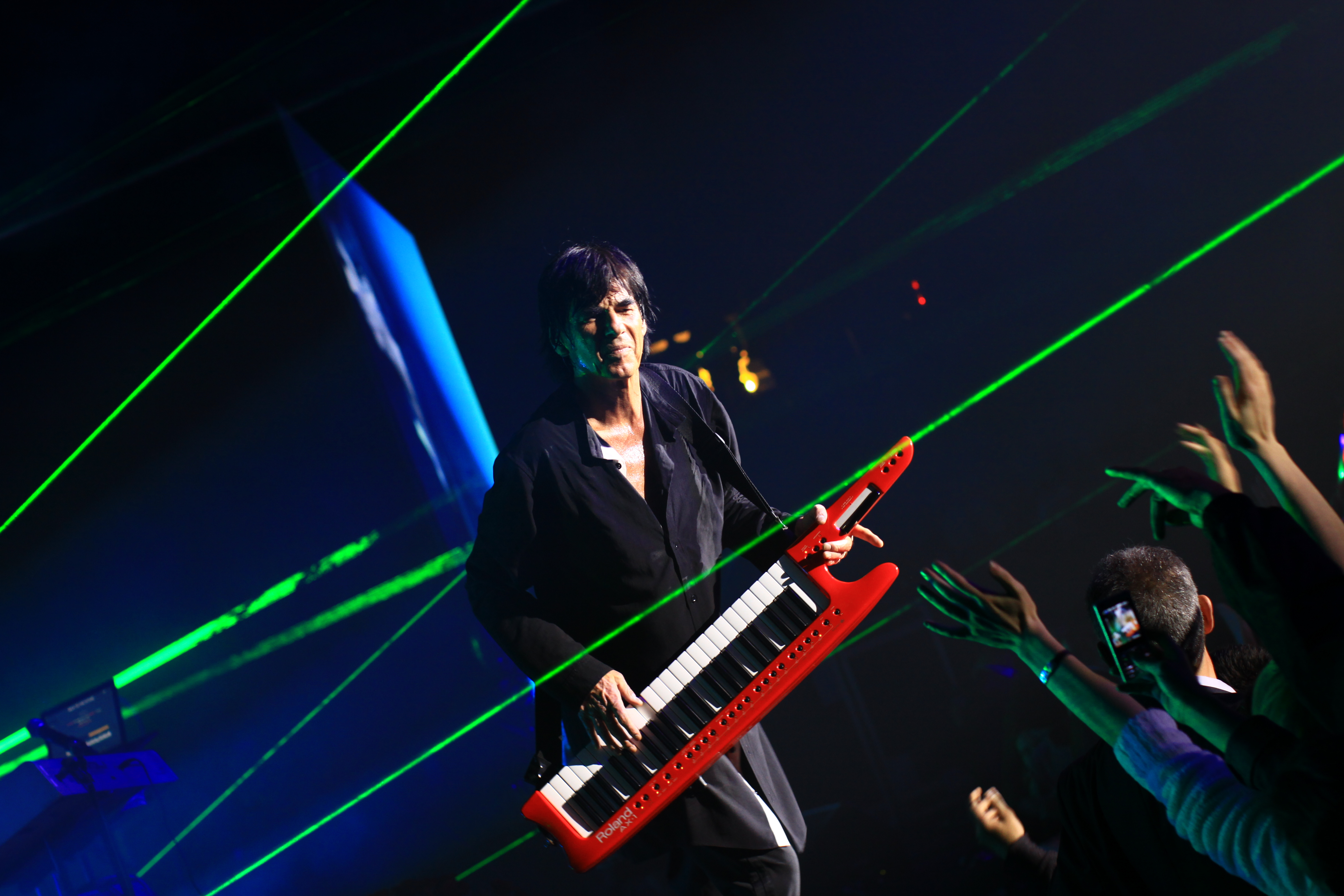
迪迪埃·马鲁阿尼，太空迪斯科先锋乐队Space的创始人

## 脚注
1. ↑  关于ZYX老板伯恩哈德·米库尔斯（Bernhard Mikulski）基于1983年创造了“意大利迪斯科”一词的传说早已在维基百科上发表，但并未得到证实；迄今为止，尚未找到可靠的第三方文献来证明该术语是否由ZYX唱片公司老板米库尔斯基亲自命名，或者ZYX是否是第一个发布该术语的人；它可能只是在ZYX的某个人发现它之前人们就已经在使用的一个描述词。